# Геа (медицинский комплекс)
Геа (Геха, ивр. גהה‎) — центр психического здоровья. Находится в Петах-Тикве, Израиль, недалеко от медкомплекса Бейлинсон.

## Информация о центре
Основан в 1942 году. Находился недалеко от перекрёстка, называемого теперь перекрестком Геа. Название означает «исцеление», дано ему Давидом Ремезом.
В 1968—72 гг. возводилось современное здание учреждения.
Основные направления включают лечение пациентов в центре и реабилитация, амбулаторная помощь, консультации и диагностика. Предметом гордости центра является самый низкий уровень возврата пациентов в центр. Центр имеет взрослое и детское отделения. Специальный отдел предоставляет помощь детям с различными психическими расстройствами и нарушениями развития.
Геа является одним из важнейших центров Израиля по лечению, исследованию и обучению вопросам охраны психического здоровья. При центре действует группа по лечению такого расстройства, как состояние тревоги.
Геа — лауреат конкурса среди учреждений. Центр удостоен премии (200 тыс. шекелей) два года подряд (в 2009-10 гг.) и четыре раза за шесть лет. Учреждение награждается за качество медицинских знаний, услуг и экономическое благополучие.
Имеет 166 коек. Входит в структуру Клалит. Сотрудничает с Саклеровской школой медицины Тель-Авивского университета.
Штат состоит из 300 сотрудников, в том числе 50 психиатров, около 100 воспитателей, 35 клинических психологов, 23 социального работника и других специалистов. Ещё около 120 человек составляют волонтёры.
Средняя продолжительность пребывания пациента на лечении в клинике — 45 дн. При центре действует исследовательский центр Фельзенштейна.
Важной частью детского отделения является учебный центр. В соответствии с программами и психологическим состоянием ребёнка сотрудники занимаются учебной подготовкой находящихся в центре детей и подростков. Учебный центр назван школа «Юность». Центр подчиняется департаменту культуры и образования Центрального округа Израиля. Детский сад при учебном центре располагает двумя классами.

### Публикации
- Level of Function at Discharge as a Predictor of Readmission Among Inpatients With Schizophrenia (недоступная ссылка) The American Journal of Occupational Therapy
- The effect of phosphatidylserine containing Omega3 fatty-acids on attention-deficit hyperactivity disorder symptoms in children: A double-blind placebo-controlled trial, fllowed by an open-label extension
- Methylphenidate in ADHD With Trichotillomania